# Lempdes (Górna Loara)
Lempdes – miejscowość i gmina we Francji, w regionie Owernia-Rodan-Alpy, w departamencie Górna Loara.
Według danych na rok 1990 gminę zamieszkiwały 1403 osoby, a gęstość zaludnienia wynosiła 135 osób/km² (wśród 1310 gmin Owernii Lempdes plasuje się na 154 miejscu pod względem liczby ludności, natomiast pod względem powierzchni na miejscu 797).